# Вірлик Петро Іванович
Вірлик Петро Іванович (псевдо «Береговий», «Гай», «Їж»; 1917, Гологори Золочівський район Львівська область — 16 лютого 1945, Гологірки Золочівський район Львівська область) — керівник Золочівського окружного проводу ОУН, Лицар Срібного хреста заслуги УПА.

## Життєпис
Закінчив Золочівську гімназію «Рідної Школи», а в роки німецької окупації навчався у Львівському медичному інституті.
Член ОУН. Керівник Золочівського окружного проводу ОУН (1943 — 02.1945). Загинув у криївці під час облави. Відзначений Срібним хрестом заслуги (25.04.1945)

## Відзнаки
- Срібний хрест заслуги УПА.